# Atletica leggera alle Olimpiadi della Grazia
Alle Olimpiadi della Grazia, che si tennero a Firenze nel 1931, furono assegnate dodici medaglie d'oro nelle gare di atletica leggera. Le competizioni si tennero il 30 e 31 maggio presso il campo del Giglio Rosso, che aveva uno sviluppo di 336 metri.
I risultati riportati in questa pagina sono parziali in quanto le fonti sono carenti.

## Partecipanti
Presero parte alle gare circa cento atlete provenienti da undici nazioni europee.
- Austria
- Belgio
- Cecoslovacchia
- Francia
- Germania
- Gran Bretagna

- Jugoslavia
- Italia
- Polonia
- Romania
- Ungheria

## Risultati

### 60 metri piani

#### Batterie
Si qualificano alle semifinali le prime due atlete classificate in ogni batteria e le prime tre della prima e quarta batteria (Q).
| Posizione | Nome               | Nazionalità | Tempo | Note |
| --------- | ------------------ | ----------- | ----- | ---- |
| 1         | Detta Lorenz       | Germania    | 8"0   | Q    |
| 2         | Iolanta Manteuffel | Polonia     | 8"2   | Q    |
| 3         | Tina Steiner       | Italia      | n/d   | Q    |
| 4         | Silvia Capsali     | Romania     | n/d   |      |

| Posizione | Nome                     | Nazionalità | Tempo | Note |
| --------- | ------------------------ | ----------- | ----- | ---- |
| 1         | Lisa Gelius              | Germania    | 8"2   | Q    |
| 2         | Veronika Kohlbach-Wagner | Austria     | 8"4   | Q    |
| 3         | Giulia Novack            | Italia      | n/d   |      |

| Posizione | Nome            | Nazionalità    | Tempo | Note |
| --------- | --------------- | -------------- | ----- | ---- |
| 1         | Nellie Halstead | Gran Bretagna  | 8"0   | Q    |
| 2         | Helma Schurinek | Austria        | n/d   | Q    |
| 3         | Anna Hřebřinová | Cecoslovacchia | n/d   |      |
| 4         | Claudia Testoni | Italia         | n/d   |      |

| Posizione | Nome              | Nazionalità    | Tempo | Note |
| --------- | ----------------- | -------------- | ----- | ---- |
| 1         | Daisy Ridgley     | Gran Bretagna  | 8"0   | Q    |
| 2         | Lidia Bongiovanni | Italia         | n/d   | Q    |
| 3         | Zrnka Krajnovic   | Jugoslavia     | n/d   | Q    |
| 4         | Zdena Smolova     | Cecoslovacchia | n/d   |      |

#### Semifinali
Si qualificano alla finale le prime tre atlete classificate in ogni semifinale (Q).
| Posizione | Nome                    | Nazionalità   | Tempo | Note |
| --------- | ----------------------- | ------------- | ----- | ---- |
| 1         | Daisy Ridgley           | Gran Bretagna | 8"2   | Q    |
| 2         | Detta Lorenz            | Germania      | n/d   | Q    |
| 3         | Veronika Kolbach-Wagner | Austria       | n/d   | Q    |
| 4         | Tina Steiner            | Italia        | n/d   |      |
| 5         | Zrnka Krajnovic         | Jugoslavia    | n/d   |      |

| Posizione | Nome               | Nazionalità   | Tempo | Note |
| --------- | ------------------ | ------------- | ----- | ---- |
| 1         | Nellie Halstead    | Gran Bretagna | 8"2   | Q    |
| 2         | Lisa Gelius        | Germania      | n/d   | Q    |
| 3         | Iolanta Manteuffel | Polonia       | n/d   | Q    |
| 4         | Helma Schurinek    | Austria       | n/d   |      |
| 5         | Lidia Bongiovanni  | Italia        | n/d   |      |

#### Finale
| Posizione | Nome                     | Nazionalità   | Tempo | Note |
| --------- | ------------------------ | ------------- | ----- | ---- |
| Oro       | Nellie Halstead          | Gran Bretagna | 8"0   |      |
| Argento   | Lisa Gelius              | Germania      | n/d   |      |
| Bronzo    | Detta Lorenz             | Germania      | n/d   |      |
| 4         | Iolanta Manteuffel       | Polonia       | n/d   |      |
| 5         | Daisy Ridgley            | Gran Bretagna | n/d   |      |
| 6         | Veronika Kohlbach-Wagner | Austria       | n/d   |      |

### 100 metri piani

#### Batterie
Si qualificano alle semifinali le prime tre atlete classificate in ogni batteria e le prime due della prima e quarta batteria (Q).
| Posizione | Nome            | Nazionalità | Tempo | Note |
| --------- | --------------- | ----------- | ----- | ---- |
| 1         | Marie Dollinger | Germania    | 12"6  | Q    |
| 2         | Helma Schurinek | Austria     | 12"4  | Q    |

| Posizione | Nome             | Nazionalità | Tempo | Note |
| --------- | ---------------- | ----------- | ----- | ---- |
| 1         | Maria Bravin     | Italia      | 13"8  | Q    |
| 2         | Detta Lorenz     | Germania    | n/d   | Q    |
| 3         | Elise Van Truyen | Belgio      | n/d   | Q    |

| Posizione | Nome                | Nazionalità | Tempo | Note |
| --------- | ------------------- | ----------- | ----- | ---- |
| 1         | Lisa Gelius         | Germania    | 13"4  | Q    |
| 2         | Angela Petrović     | Romania     | n/d   | Q    |
| 3         | Evelyne Cloupet     | Francia     | n/d   | Q    |
| 4         | Jeanne Van Kesteren | Belgio      | n/d   |      |

| Posizione | Nome               | Nazionalità   | Tempo | Note |
| --------- | ------------------ | ------------- | ----- | ---- |
| 1         | Daisy Ridgley      | Gran Bretagna | 13"0  | Q    |
| 2         | Felicia Schabinska | Polonia       | n/d   | Q    |

| Posizione | Nome                     | Nazionalità | Tempo | Note |
| --------- | ------------------------ | ----------- | ----- | ---- |
| 1         | Iolanta Manteuffel       | Polonia     | 12"6  | Q    |
| 2         | Veronika Kohlbach-Wagner | Austria     | n/d   | Q    |
| 3         | Rosa Pelariaux           | Belgio      | n/d   | Q    |
| 4         | Jacqueline Laudre-Mulot  | Francia     | n/d   |      |

| Posizione | Nome                    | Nazionalità | Tempo | Note |
| --------- | ----------------------- | ----------- | ----- | ---- |
| 1         | Anna Fusková-Kuzničková | Jugoslavia  | 13"0  | Q    |
| 2         | Giovanna Viarengo       | Italia      | 13"2  | Q    |
| 3         | Lucienne Velu           | Francia     | n/d   | Q    |

#### Semifinali
Si qualificano alla finale le prime due atlete classificate in ogni semifinale (Q).
| Posizione | Nome             | Nazionalità | Tempo | Note |
| --------- | ---------------- | ----------- | ----- | ---- |
| 1         | Marie Dollinger  | Germania    | 13"0  | Q    |
| 2         | Lucienne Velu    | Francia     | 13"6  | Q    |
| 3         | Maria Bravin     | Italia      | n/d   |      |
| 4         | Elise Van Truyen | Belgio      | n/d   |      |
| 5         | Helma Schurinek  | Austria     | n/d   |      |

| Posizione | Nome                     | Nazionalità | Tempo | Note |
| --------- | ------------------------ | ----------- | ----- | ---- |
| 1         | Lisa Gelius              | Germania    | 13"2  | Q    |
| 2         | Iolanta Manteuffe        | Polonia     | n/d   | Q    |
| 3         | Veronika Kohlbach-Wagner | Austria     | n/d   |      |
| 4         | Felicia Schabinska       | Polonia     | n/d   |      |
| 5         | Evelyne Cloupet          | Francia     | n/d   |      |

| Posizione | Nome                    | Nazionalità    | Tempo | Note |
| --------- | ----------------------- | -------------- | ----- | ---- |
| 1         | Daisy Ridgley           | Gran Bretagna  | 13"4  | Q    |
| 2         | Anna Fusková-Kuzničková | Cecoslovacchia | n/d   | Q    |
| 3         | Giovanna Viarengo       | Italia         | n/d   |      |
| 4         | Rosa Pelariaux          | Belgio         | n/d   |      |
| 5         | Angela Petrović         | Romania        | n/d   |      |

#### Finale
| Posizione | Nome                    | Nazionalità    | Tempo | Note |
| --------- | ----------------------- | -------------- | ----- | ---- |
| Oro       | Marie Dollinger         | Germania       | 12"6  |      |
| Argento   | Daisy Ridgeley          | Gran Bretagna  | 12"8  |      |
| Bronzo    | Lisa Gelius             | Germania       | 12"8  |      |
| 4         | Anna Fusková-Kuzničková | Cecoslovacchia | n/d   |      |
| 5         | Iolanta Manteufell      | Polonia        | n/d   |      |
| 6         | Lucienne Velu           | Francia        | n/d   |      |

### 200 metri piani

#### Semifinali
Non sono previste batterie di qualificazione. Si qualificano alla finale le prime tre atlete classificate in ogni semifinale (Q).
| Posizione | Nome                | Nazionalità   | Tempo | Note |
| --------- | ------------------- | ------------- | ----- | ---- |
| 1         | Marie Dollinger     | Germania      | 27"4  | Q    |
| 2         | Mary Seary          | Gran Bretagna | 28"4  | Q    |
| 3         | Jeanne Van Kesteren | Belgio        | n/d   | Q    |
| 4         | Ilse Hausletner     | Romania       | n/d   |      |

| Posizione | Nome             | Nazionalità   | Tempo | Note |
| --------- | ---------------- | ------------- | ----- | ---- |
| 1         | Nellie Halstead  | Gran Bretagna | 27"0  | Q    |
| 2         | Maria Bravin     | Italia        | 28"4  | Q    |
| 3         | Rosa Pelariaux   | Belgio        | n/d   | Q    |
| 4         | Magdolna Wieland | Ungheria      | n/d   |      |

#### Finale
| Posizione | Nome                | Nazionalità   | Tempo | Note |
| --------- | ------------------- | ------------- | ----- | ---- |
| Oro       | Nellie Halstead     | Gran Bretagna | 25"8  |      |
| Argento   | Marie Dollinger     | Germania      | 26"0  |      |
| Bronzo    | Mary Seary          | Gran Bretagna | n/d   |      |
| 4         | Maria Bravin        | Italia        | 28"4  |      |
| 5         | Rosa Pelariaux      | Belgio        | n/d   |      |
| 6         | Jeanne Van Kesteren | Belgio        | n/d   |      |

### 80 metri ostacoli

#### Semifinali
Non sono previste batterie di qualificazione. Si qualificano alla finale le prime due atlete classificate in ogni semifinale (Q).
| Posizione | Nome               | Nazionalità   | Tempo | Note |
| --------- | ------------------ | ------------- | ----- | ---- |
| 1         | Muriel Cornell     | Gran Bretagna | 13"2  | Q    |
| 2         | Felicia Schabinska | Polonia       | n/d   | Q    |
| -         | Gerd Pirch         | Germania      | dq    |      |

| Posizione | Nome                        | Nazionalità | Tempo | Note |
| --------- | --------------------------- | ----------- | ----- | ---- |
| 1         | Ondina Valla                | Italia      | 13"2  | Q    |
| 2         | Jaqueline Alauze-Combernoux | Francia     | n/d   | Q    |

| Posizione | Nome                   | Nazionalità | Tempo | Note |
| --------- | ---------------------- | ----------- | ----- | ---- |
| 1         | Ilse Hausletner        | Romania     | 13"8  | Q    |
| 2         | Zulejka Stefanini      | Jugoslavia  | n/d   | Q    |
| 3         | Jaqueline Laudre-Mulot | Francia     | n/d   |      |

#### Finale
| Posizione | Nome                        | Nazionalità   | Tempo | Note |
| --------- | --------------------------- | ------------- | ----- | ---- |
| Oro       | Muriel Cornell              | Gran Bretagna | 13"0  |      |
| Argento   | Ondina Valla                | Italia        | 13"2  |      |
| Bronzo    | Jaqueline Alauze-Combernoux | Francia       | n/d   |      |
| 4         | Ilse Hausleitner            | Romania       | n/d   |      |
| 5         | Felicia Schabinska          | Polonia       | n/d   |      |
| 6         | Zulejka Stefanini           | Jugoslavia    | n/d   |      |

### Staffetta 4×75 metri

#### Semifinali
Non sono previste batterie di qualificazione. Si qualificano alla finale le prime tre squadre classificate in ogni semifinale (Q).
| Posizione | Paese          | Atlete                                                        | Tempo | Note |
| --------- | -------------- | ------------------------------------------------------------- | ----- | ---- |
| 1         | Gran Bretagna  | Nellie Halstead Muriel Cornell Mary Seary Daisy Ridgley       | 38"0  | Q    |
| 2         | Cecoslovacchia | Anna Hřebřinová Krausova Zdeňka Smolová Kuzničkova            | 38"2  | Q    |
| 3         | Italia         | Lidia Bongiovanni Maria Bravin Tina Steiner Giovanna Viarengo | 38"4  | Q    |
| -         | Austria        | Weese Tilly Fleischer Detta Lorenz Marie Dollinger            | dq    |      |

| Posizione | Paese      | Atlete                                                      | Tempo | Note |
| --------- | ---------- | ----------------------------------------------------------- | ----- | ---- |
| 1         | Romania    | Angela Petrović Silvia Capsali Irina Orendi Ilse Hausletner | 40"2  | Q    |
| 2         | Jugoslavia | Zrnka Krajnovic Vera Neferović Batelkova Zulejka Stefanini  | n/d   | Q    |
| 3         | Belgio     | Elise Van Truyen Jeanne Van Kesteren Petit Rosa Pelariaux   | n/d   | Q    |
| -         | Germania   | Lisa Gelius Tilly Fleischer Detta Lorenz Marie Dollinger    | Q     |      |

#### Finale
| Posizione | Nome           | Nazionalità                                                   | Tempo | Note |
| --------- | -------------- | ------------------------------------------------------------- | ----- | ---- |
| Oro       | Gran Bretagna  | Nellie Halstead Muriel Cornell Mary Seary Daisy Ridgley       | 38"6  |      |
| Argento   | Italia         | Lidia Bongiovanni Maria Bravin Tina Steiner Giovanna Viarengo | 39"2  |      |
| Bronzo    | Cecoslovacchia | Anna Hřebřinová Krausova Zdeňka Smolová Kuzničkova            | n/d   |      |
| 4         | Romania        | Angela Petrović Silvia Capsali Irina Orendi Ilse Hausletner   | n/d   |      |
| 5         | Jugoslavia     | Zrnka Krajnovic Vera Neferović Batelkova Zulejka Stefanini    | n/d   |      |
| 6         | Belgio         | Elise Van Truyen Jeanne Van Kesteren Petit Rosa Pelariaux     | n/d   |      |

### Staffetta 4×100 metri

#### Semifinali
Non sono previste batterie di qualificazione. Si qualificano alla finale le prime tre squadre classificate in ogni semifinale (Q).
| Posizione | Paese          | Atlete                                                                    | Tempo | Note |
| --------- | -------------- | ------------------------------------------------------------------------- | ----- | ---- |
| 1         | Cecoslovacchia | Anna Hřebřinová Krausova Zdeňka Smolová Kuzničkova                        | 52"0  | Q    |
| 2         | Gran Bretagna  | Nellie Halstead Muriel Cornell Mary Seary Daisy Ridgley                   | n/d   | Q    |
| 3         | Austria        | Weese Veronika Kohlbach-Wagner Liesl Perkaus Helma Schurinek              | n/d   | Q    |
| 4         | Italia         | Lidia Bongiovanni Maria Bravin Tina Steiner Giovanna Viarengo             | n/d   |      |
| 5         | Francia        | Jacqueline Combernoux Jacqueline Laudre-Mulot Jacobs-Brisou Lucienne Velu | n/d   |      |

| Posizione | Paese      | Atlete                                                      | Tempo | Note |
| --------- | ---------- | ----------------------------------------------------------- | ----- | ---- |
| 1         | Germania   | Tilly Fleischer Marie Dollinger Detta Lorenz Lisa Gelius    | 50"2  | Q    |
| 2         | Romania    | Angela Petrović Silvia Capsali Irina Orendi Ilse Hausletner | n/d   | Q    |
| 3         | Jugoslavia | Zrnka Krajnovic Vera Neferović Batelkova Zulejka Stefanini  | n/d   | Q    |
| 4         | Belgio     | Elise Van Truyen Jeanne Van Kesteren Petit Rosa Pelariaux   | n/d   |      |

#### Finale
| Posizione | Nome           | Nazionalità                                                  | Tempo | Note |
| --------- | -------------- | ------------------------------------------------------------ | ----- | ---- |
| Oro       | Gran Bretagna  | Nellie Halstead Muriel Cornell Mary Seary Daisy Ridgley      | 51"4  |      |
| Argento   | Germania       | Tilly Fleischer Marie Dollinger Detta Lorenz Lisa Gelius     | 51"8  |      |
| Bronzo    | Cecoslovacchia | Anna Hřebřinová Krausova Zdeňka Smolová Kuzničkova           | n/d   |      |
| 4         | Austria        | Weese Veronika Kohlbach-Wagner Liesl Perkaus Helma Schurinek | n/d   |      |
| 5         | Romania        | Angela Petrović Silvia Capsali Irina Orendi Ilse Hausletner  | n/d   |      |
| 6         | Jugoslavia     | Zrnka Krajnovic Vera Neferović Batelkova Zulejka Stefanini   | n/d   |      |

### Staffetta svedese
La gara della staffetta svedese, composta da quattro frazioni di 200, 100, 75 e 60 metri, prevedeva la sola finale.
| Posizione | Nome          | Nazionalità                                                   | Tempo | Note |
| --------- | ------------- | ------------------------------------------------------------- | ----- | ---- |
| Oro       | Gran Bretagna | Nellie Halstead Muriel Cornell Mary Seary Daisy Ridgley       | 55"6  |      |
| Argento   | Germania      | Marie Dollinger Lisa Gelius Detta Lorenz Augustine Hargus     | 55"8  |      |
| Bronzo    | Austria       | Schurinec Veronika Kohlbach-Wagner Liesl Perkaus Weese        | 57"0  |      |
| 4         | Italia        | Maria Bravin Lidia Bongiovanni Tina Steiner Giovanna Viarengo | 57"0  |      |
| 5         | Romania}      | Angela Petrović Silvia Capsali Irina Orendi Hausleitner       | n/d   |      |

### Salto in alto
La gara del salto in alto si svolse con una finale diretta.
| Posizione | Nome                   | Nazionalità    | Tempo  | Note  |
| --------- | ---------------------- | -------------- | ------ | ----- |
| Oro       | Katalin Vértessy       | Ungheria       | 1,45 m | [ 1 ] |
| Argento   | Jelka Tratnik          | Jugoslavia     | 1,45 m |       |
| Bronzo    | Mary Seary             | Gran Bretagna  | 1,40 m |       |
| 4         | Ondina Valla           | Italia         | 1,40 m |       |
| 4         | Jaqueline Laudre-Mulot | Francia        | 1,40 m |       |
| 6         | Ilse Hausleitner       | Romania        | 1,35 m |       |
| 6         | Marie Ulrichová        | Cecoslovacchia | 1,35 m |       |

### Salto in lungo

#### Qualificazioni
Sono riportati solo i risultati delle atlete qualificatesi alla finale.
| Posizione | Nome             | Nazionalità   | Tempo  | Note |
| --------- | ---------------- | ------------- | ------ | ---- |
| 1         | Muriel Cornell   | Gran Bretagna | 5,29 m | Q    |
| 2         | Augustine Hargus | Germania      | 5,20 m | Q    |
| 3         | Jelka Tratnik    | Jugoslavia    | 5,05 m | Q    |
| 4         | Mary Seary       | Gran Bretagna | 4,95 m | Q    |
| 5         | Elise Van Truyen | Belgio        | 4,89 m | Q    |
| 6         | Zrnka Krajnovic  | Jugoslavia    | 4,89 m | Q    |

#### Finale
| Posizione | Nome             | Nazionalità   | Tempo  | Note |
| --------- | ---------------- | ------------- | ------ | ---- |
| Oro       | Muriel Cornell   | Gran Bretagna | 5,46 m |      |
| Argento   | Augustine Hargus | Germania      | 5,20 m |      |
| Bronzo    | Jelka Tratnik    | Jugoslavia    | 5,03 m |      |
| 4         | Zrnka Krajnovic  | Jugoslavia    | 4,99 m |      |
| 5         | Mary Seary       | Gran Bretagna | 4,95 m |      |
| 6         | Elise Van Truyen | Belgio        | 4,83 m |      |

### Getto del peso

#### Qualificazioni
Sono riportati solo i risultati delle atlete qualificatesi alla finale.
| Posizione | Nome                | Nazionalità    | Tempo    | Note |
| --------- | ------------------- | -------------- | -------- | ---- |
| 1         | Tilly Fleischer     | Germania       | 12,23 m  | Q    |
| 2         | Wanda Jasieńska     | Polonia        | 11,29 m  | Q    |
| 3         | Bruna Bertolini     | Italia         | 10,84 m  | Q    |
| 4         | Liesl Perkaus       | Austria        | 10,655 m | Q    |
| 5         | Františka Vodičkova | Cecoslovacchia | 10,27 m  | Q    |
| 6         | Vera Neferović      | Jugoslavia     | 10,40 m  | Q    |

#### Finale
| Posizione | Nome                | Nazionalità    | Tempo   | Note             |
| --------- | ------------------- | -------------- | ------- | ---------------- |
| Oro       | Tilly Fleischer     | Germania       | 12,23 m |                  |
| Argento   | Wanda Jasieńska     | Polonia        | 11,64 m |                  |
| Bronzo    | Liesl Perkaus       | Austria        | 11,33 m |                  |
| 4         | Bruna Bertolini     | Italia         | 10,84 m | Record nazionale |
| 5         | Františka Vodičkova | Cecoslovacchia | 10,27 m |                  |
| 6         | Vera Neferović      | Jugoslavia     | 10,10 m |                  |

### Lancio del disco

#### Qualificazioni
Sono riportati solo i risultati delle atlete qualificatesi alla finale.
| Posizione | Nome                | Nazionalità    | Tempo    | Note |
| --------- | ------------------- | -------------- | -------- | ---- |
| 1         | Slava Blehová       | Cecoslovacchia | 33,865 m | Q    |
| 2         | Helena Berson       | Polonia        | 33,56 m  | Q    |
| 3         | Liesl Perkaus       | Austria        | 32,11 m  | Q    |
| 4         | Tilly Fleischer     | Germania       | 31,95 m  | Q    |
| 5         | Vera Neferović      | Jugoslavia     | 31,90 m  | Q    |
| 6         | Františka Vodičkova | Cecoslovacchia | 30,06 m  | Q    |

#### Finale
| Posizione | Nome                | Nazionalità    | Tempo   | Note |
| --------- | ------------------- | -------------- | ------- | ---- |
| Oro       | Slava Blehová       | Cecoslovacchia | 36,51 m |      |
| Argento   | Tilly Fleischer     | Germania       | 34,47 m |      |
| Bronzo    | Helena Berson       | Polonia        | 34,38 m |      |
| 4         | Liesl Perkaus       | Austria        | 32,90 m |      |
| 5         | Vera Neferović      | Jugoslavia     | 32,40 m |      |
| 6         | Františka Vodičkova | Cecoslovacchia | 30,61 m |      |

### Lancio del giavellotto

#### Qualificazioni
Sono riportati solo i risultati delle atlete qualificatesi alla finale.
| Posizione | Nome              | Nazionalità    | Tempo   | Note |
| --------- | ----------------- | -------------- | ------- | ---- |
| 1         | Tilly Fleischer   | Germania       | 36,00 m | Q    |
| 2         | Augustine Hargus  | Germania       | 35,75 m | Q    |
| 3         | Ludmila Peskova   | Cecoslovacchia | 30,10 m | Q    |
| 4         | Pierina Borsani   | Italia         | 29,95 m | Q    |
| 5         | Simone Warnier    | Francia        | 29,91 m | Q    |
| 6         | Jolanda Bacchelli | Italia         | 28,32 m | Q    |

#### Finale
| Posizione | Nome              | Nazionalità    | Tempo   | Note |
| --------- | ----------------- | -------------- | ------- | ---- |
| Oro       | Tilly Fleischer   | Germania       | 37,27 m |      |
| Argento   | Augustine Hargus  | Germania       | 35,75 m |      |
| Bronzo    | Pierina Borsani   | Italia         | 31,18 m |      |
| 4         | Simone Warnier    | Francia        | 31,15 m |      |
| 5         | Ludmila Peskova   | Cecoslovacchia | 30,16 m |      |
| 6         | Jolanda Bacchelli | Italia         | 28,32 m |      |

## Classifiche finali
Al termine della manifestazione non fu stilata una classifica ufficiale per nazioni, in quanto i regolamenti internazionali lo vietavano per le competizioni diverse da quelle organizzate dalla IAAF. Tuttavia diverse testate giornalistiche stilarono una propria classifica per nazioni raccogliendo i punti ottenuti da ciascuna atleta.

### Medagliere
| Posiz. | Nazione        | Oro | Argento | Bronzo | Totale |
| ------ | -------------- | --- | ------- | ------ | ------ |
| 1      | Gran Bretagna  | 7   | 1       | 2      | 10     |
| 2      | Germania       | 3   | 7       | 2      | 12     |
| 3      | Cecoslovacchia | 1   | 0       | 2      | 3      |
| 4      | Ungheria       | 1   | 0       | 0      | 1      |
| 5      | Italia         | 0   | 2       | 1      | 3      |
| 6      | Jugoslavia     | 0   | 1       | 1      | 2      |
| 6      | Polonia        | 0   | 1       | 1      | 2      |
| 8      | Austria        | 0   | 0       | 2      | 2      |
| 9      | Francia        | 0   | 0       | 1      | 1      |
| Totale | Totale         | 12  | 12      | 12     | 36     |

### Classifica per nazioni
| Posiz. | Nazione        | Punti |
| ------ | -------------- | ----- |
| 1      | Gran Bretagna  | 77    |
| 2      | Germania       | 71    |
| 3      | Italia         | 54    |
| 4      | Cecoslovacchia | 35    |
| 5      | Austria        | 22    |
| 5      | Jugoslavia     | 22    |
| 7      | Romania        | 17,5  |
| 8      | Polonia        | 16    |
| 9      | Francia        | 10,5  |
| 10     | Ungheria       | 6     |
| 10     | Belgio         | 6     |